# Onthophagus sternalis
Onthophagus sternalis là một loài bọ cánh cứng trong họ Bọ hung (Scarabaeidae).